# Caissa

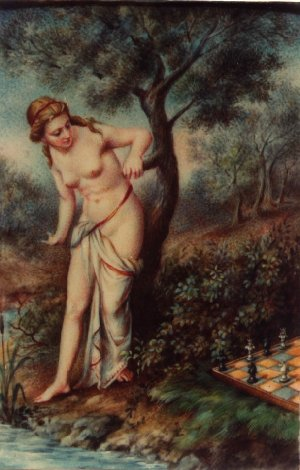
Caissa, schackets gudinna. Tavla från ca 1800.

Caissa, eller Caїssa, är en mytologisk dryad från Thrakien som ofta porträtteras som schackets gudinna.
Caissa omnämns också i ett latinskt poem med samma namn, skrivet på hexameter år 1763 av den engelske orientalisten sir William Jones. Jones publicerade senare även en engelsk version av verket. I poemet avvisar Caissa till en början de kärleksbetygelser som krigsguden Mars framför till henne. Sporrad av motgången söker Mars bistånd av guden Euphron – bror till Venus – som då skapar schackspelet, tänkt som en gåva från Mars till Caissa, för att vinna hennes gunst.
Caissa förekommer också i modern schacklitteratur, exempelvis har Garry Kasparov dedicerat varje band i sin bokserie My Great Predecessors till Caissa.
Kaissa är också namnet på det ryska datorprogram som vann det första världsmästerskapet i schack för schackprogram, vilket hölls år 1974 i Stockholm.